# Far d'es Cargol
El far d'Es cargol està situat a la costa sud de l'illa de Menorca, concretament a 600 metres de la costa, entre Binibèquer i Biniancolla. Està a prop de l'Illa de l'aire.
El concessionari d'instal·lació va ser l'autoritat portuària de les Illes Balears, actualment propietari del far. No està habitat i tampoc és visitable. El seu número nacional és 36372.

## Dades tècniques
- Senyal lluminós: Número Internacional E-0367.
- Tipus: Balisa.
- Tipus de Marca: Torre cilíndrica cardinal sud.
- Altura del Plano Focal: 10 m.
- Altura del Suport: 10 m.
- Marca de Topall: Cons superposats vèrtexs cap avall.
- Característiques de la llum: GpCt(6)+DL.
- Ritme de la llum: [(L 0,3 oc 0,7)6 vegades]L 2 oc 7.
- Període de la llum: 15 s.
- Color de la llum: Blanc.
- Límit nominal nocturn: 5 min.
- Estat: En Servei.